# Macadamianød
Macadamianødden kommer oprindeligt fra regnskovene i det subtropiske Queensland i Nordøstaustralien, hvor de blev opdaget i 1800-tallet og har navn efter videnskabsmanden dr. John MacAdam.
Macadamianødden er den eneste af de oprindeligt australske afgrøder, der produceres og eksporteres i større mængder. Træet, der hedder Macadamia integrifolia, er stedsegrønt og på størrelse med et æbletræ, og nødderne vokser i klaser. Nødden består yderst af grønt frugtkød og selve kernen er omgivet af en ekstremt hård brun skal, som er næsten umulig at knække uden specielt værktøj.

## Anvendelse
Macadamianødder anvendes både i rå form i industrien og i tilbredt form f.eks. tilsat chili eller ristet i honning og rullet i sesamfrø.
Macadamianødder anvendes også til at fremstille koldpresset macadamia nøddeolie.
Macadamianødder er giftige for hunde.